# Andrzej Seweryn (pastor)
Andrzej Seweryn (ur. 3 lutego 1953 w Chełmie) – polski pastor baptystyczny, działacz kościelny, teolog, historyk Kościoła, publicysta. W latach 1999–2007 przewodniczący (zwierzchnik) Rady Kościoła Chrześcijan Baptystów w RP. Były rektor Wyższego Baptystycznego Seminarium Teologicznego w Warszawie.

## Życiorys
Urodził się 3 lutego 1953 r. w Chełmie (Lubelskim). Absolwent Wydziału Historycznego Uniwersytetu Warszawskiego i Seminarium Teologicznego Polskiego Kościoła Chrześcijan Baptystów. W 2004 r. uzyskał w Chrześcijańskiej Akademii Teologicznej w Warszawie stopień doktora nauk teologicznych.
Duszpasterz zborów baptystycznych w Białymstoku (1981–1991), Kętrzynie (1991–1999 oraz 2007–2009), polskiego zboru baptystycznego w Toronto w Kanadzie (2013-15), i od 2015 roku w Szczytnie. Od 1987 roku członek Rady Kościoła Chrześcijan Baptystów w Rzeczypospolitej Polskiej. W latach 1993–1995 redaktor naczelny polskiego baptystycznego miesięcznika kościelnego Słowo Prawdy, zaś w latach 1999–2007 (przez dwie kadencje) Przewodniczący Rady Kościoła Chrześcijan Baptystów w Rzeczypospolitej Polskiej. W latach 2001–2007 sekretarz Zarządu Polskiej Rady Ekumenicznej. W latach 2008–2009 dziekan, a następnie w latach 2009–2013 rektor Wyższego Baptystycznego Seminarium Teologicznego w Warszawie, w którym w latach 2000–2013 wykładał m.in. homiletykę i liturgikę.

## Poglądy
Uważa, że ekumenizm ma przyszłość, jeżeli będzie chrystocentryczny, krytycznie ocenił deklarację Dominus Iesus.

## Publikacje książkowe
- Na drodze dialogu. Zaangażowanie ekumeniczne Kościoła Baptystycznego jako członka Polskiej Rady Ekumenicznej w latach 1945-1989, Warszawa 2006 ISBN 83-88-49710-3
- Leksykon baptystów w Polsce po 1945 roku, Warszawa 2007. ISBN 83-88-49713-8
- Historia Kościoła Baptystycznego w Kętrzynie 1898-2008, Warszawa 2008. ISBN 83-88-49714-6
- Dzieje Kościoła Baptystycznego w Chełmie w latach 1910-2010, Warszawa 2010. ISBN 83-88-49715-4
- Prawdę i pokój miłujcie. Dzieje Pierwszego Zboru Baptystycznego w Warszawie (1871-2011), Warszawa 2011. ISBN 978-83-88-49717-9
- Z natchnienia Pana [z serii: Postylle baptystyczne], Warszawa 2018, ISBN 978-83-86586-48-6
- Jestem Twoim sługą. Nasze życie zgodne z powołaniem, Warszawa 2018, ISBN 978-83-86-58651-6
- Z Chrystusem przez pokolenia. Zarys dziejów Pierwszego Zboru Baptystycznego w Katowicach w latacg 1922-2022, Warszawa/Katowice 2023, ISBN 978-83-88-49723-0